# Panoptismus
Panoptismus (vom griech. panoptes „das alles Sehende“) ist ein vom französischen Philosophen Michel Foucault eingeführter Begriff, der die zunehmenden Überwachungs- und Kontrollmechanismen und daraus resultierende soziale Konformität des Individuums in der Entwicklung der westlichen Gesellschaft seit dem 18. Jahrhundert beschreibt.
Der Begriff Panoptismus ist angelehnt an den architektonischen Entwurf eines perfekten Gefängnisses, des „Panopticons“, von Jeremy Bentham.

## Panoptismus als Machtphänomen
Nach Foucault setzte sich im 18. Jahrhundert mit dem „Erwachen eines Interesses am menschlichen Körper“ aufgrund der sich ändernden Produktionsverhältnisse hin zum Kapitalismus ein effektiverer Mechanismus zur Kontrolle und Disziplinierung der Gesellschaft durch als bisher über übliche repressive Machttechniken.
Diese „Mikrophysik der Macht“ ist getragen von einer Zwangsform, die die Bevölkerung zunehmend durch ein sich über alle Sphären der Gesellschaft spannendes Netz von Disziplinaranstalten (v. a. Schule, Militär, Krankenhaus) kontrolliert und reguliert, dem Panoptismus. Auch zur Heilung von Kranken und als Laboratorium kann das Panopticon dienen, z. B. für Experimente mit Medikamenten und ihren Wirkungen.
Das Wirkungsprinzip des Panoptismus ist das Wissen um die ständige Möglichkeit der Beobachtung eines Überwachten durch seine Überwacher: „Derjenige, welcher der Sichtbarkeit unterworfen ist und dies weiß, übernimmt die Zwangsmittel der Macht und spielt sie gegen sich selber aus; er internalisiert das Machtverhältnis, in welchem er gleichzeitig beide Rollen spielt; er wird zum Prinzip seiner eigenen Unterwerfung.“
Unabhängig von einer tatsächlich stattfindenden Überwachung diszipliniert sich das unter potenzieller Beobachtung stehende Individuum selbst, indem es sein Verhalten den an es gestellten normativen Erwartungen anpasst. Über einen längeren Zeitraum führt dieser Mechanismus zu einer Verinnerlichung der erwarteten Normen, und somit von einem aus Sicht der Normaufsteller kostenintensiven Fremdzwang zu einem kostengünstigen Selbstzwang (Selbstdisziplinierung). Es „gibt dem Geist Macht über den Geist“ und ist eine Methode der Machterlangung „in einem bisher beispiellosen Ausmaß“, „ein großes und neues Regierungsinstrument“.

## Benthams Panopticon

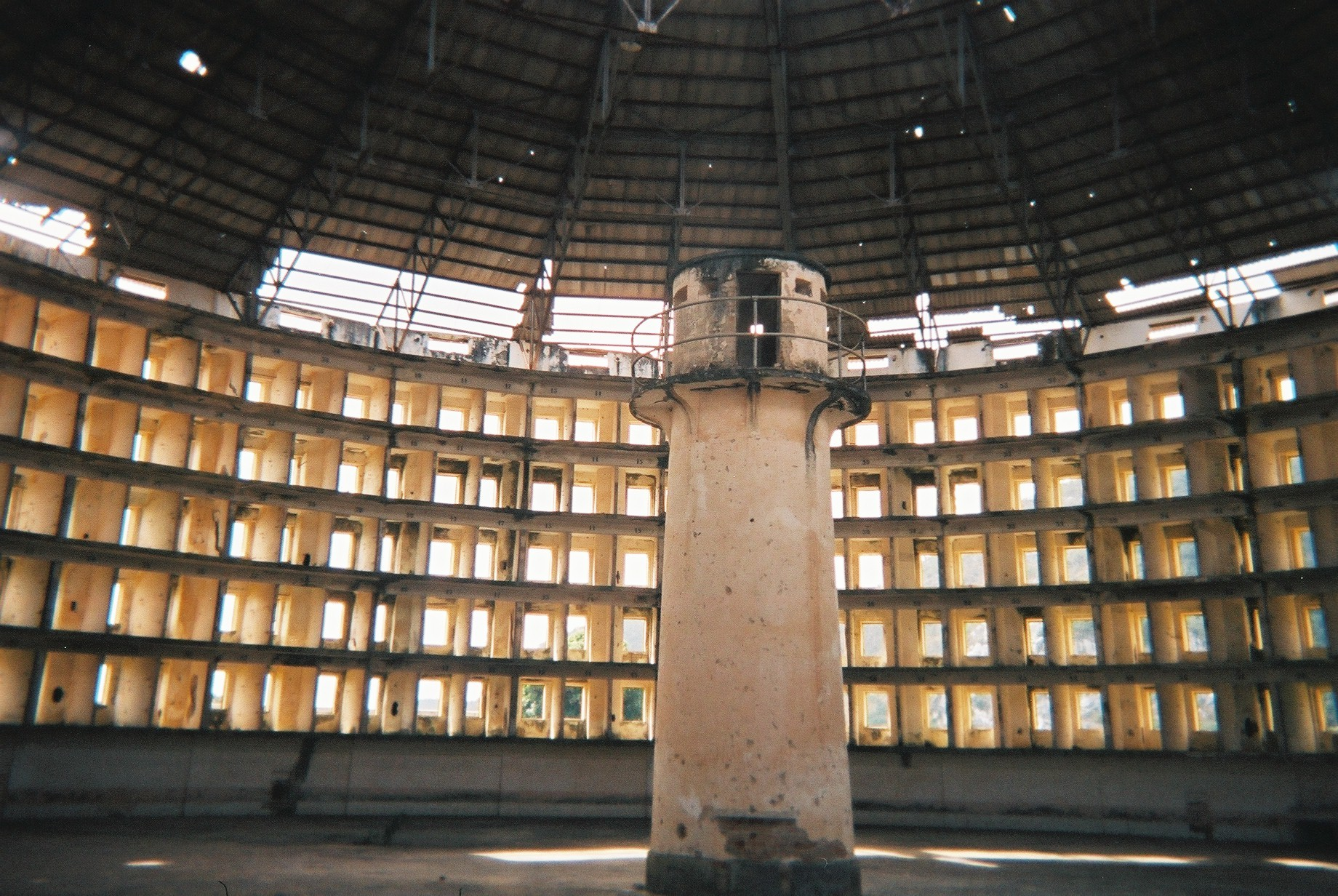
Panoptisches Gefängnis aus der Machado in Kuba

Als Rundbau konstruiert, mit den Zellen entlang der Außenmauer, mit Sichtfenstern allerdings nur nach innen auf den runden Hof, in dessen Mitte sich ein Wachturm befindet, sollte Benthams Panopticon die perfekte Überwachung der Häftlinge mit geringstmöglichem Personalaufwand ermöglichen.
Eine konsequente Weiterentwicklung dieses Prinzips führt zu weiteren Überwachungsräumen in konzentrischen Kreisen, sodass die Überwacher selbst wiederum überwacht werden, und so die ihnen zugewiesene Aufgabe möglichst diszipliniert ausführen. Am Ende dieser Überlegungen steht ein Netz aus überwachten Überwachern, deren subjektive Freiheit immer schon durch die verinnerlichte Macht vermittels des Panoptismus teilweise vorgegeben bzw. eingeschränkt ist.

## Panoptismus als Analyse-Instrument
Die philosophisch-theoretischen Überlegungen zum Panoptismus können zur Analyse heutiger Machtstrukturen verwendet werden. Wichtig sind hierbei die Fragen:
- Wer oder was sind die Normsetzer, deren Normen mittels des panoptischen Prinzips verinnerlicht werden?
- Durch welche Instrumente, technischen Entwicklungen und deren (potentielle) praktische Anwendung werden heutzutage disziplinierende Zwänge ausgeübt? Stichworte hierbei sind beispielsweise Videoüberwachung, Telefonüberwachung, Rasterfahndung.

## Kritik
Foucault hat in seinen Analysen nicht bewertet, dass das panoptische Modell von Bentham nirgendwo in Europa gebaut wurde. Lediglich zwei Bauten in Illinois (USA) und in Kuba (s. o.) wurden realisiert. Für die Gefängnisarchitektur spielten Benthams Vorschläge somit weit weniger eine Rolle, als in den Darstellungen von Foucault suggeriert wird.
Das Konzept des Panoptismus wird vor allem im Zusammenhang mit Videoüberwachung häufig als theoretische Schablone und Erklärungsansatz herangezogen. Aufgrund der räumlichen Nicht-Abgeschlossenheit videoüberwachter Bereiche im urbanen Alltag, aber auch aufgrund der rechtlichen Möglichkeiten (datenschutzrechtlicher Anspruch auf Auskunft) und der technologischen Selbstermächtigung (siehe Sousveillance) der überwachten Subjekte, wurde der theoretische Ansatz des Panoptismus in der wissenschaftlichen Debatte immer wieder als inadäquat bezeichnet. Eine Studie des Wiener Soziologen Robert Rothmann lieferte jüngst jedoch einen empirischen Beweis dafür, dass sich die durch Videoüberwachung geschaffene panoptische Machtasymmetrie, trotz bestehender datenschutzrechtlicher Ansprüche, nicht aufheben lässt und bestätigte somit das theoretische Konzept des Panoptismus.